# Saint-Thaddée
Saint-Thaddée (en arménien : Սուրբ Թադէոս ; en persan : قره‌کلیسا, Ghareh keliseh) est un monastère arménien situé dans la province iranienne d'Azerbaïdjan occidental, à côté de Chaldoran, à une vingtaine de kilomètres de Maku. 
Le complexe monastique figure sur la liste du Patrimoine mondial de l'UNESCO depuis le 6 juillet 2008, aux côtés du monastère Saint-Stepanos et de Sainte-Mère-de-Dieu de Dzordzor.

## Histoire
Selon la tradition, le monastère remonterait à 66 après Jésus Christ et aurait été érigé par Thaddée (autrement connu comme l'apôtre Jude) en personne. Toujours selon la tradition, Simon et lui auraient été enterrés ici après avoir été assassinés avec plus de 3 500 personnes.
En 1329, l'église a été reconstruite sous ce qui est maintenant sa forme actuelle après qu'un tremblement de terre eut détruit sa structure dix ans plus tôt. Le prince Qajar Abbas Mirza a aussi aidé à sa rénovation et réparation.

## Pèlerinage
Le pèlerinage au monastère de l'apôtre Saint Thaddée est inscrit sur la liste représentative du patrimoine culturel immatériel de l'humanité en décembre 2020 par l'UNESCO.

## Galerie

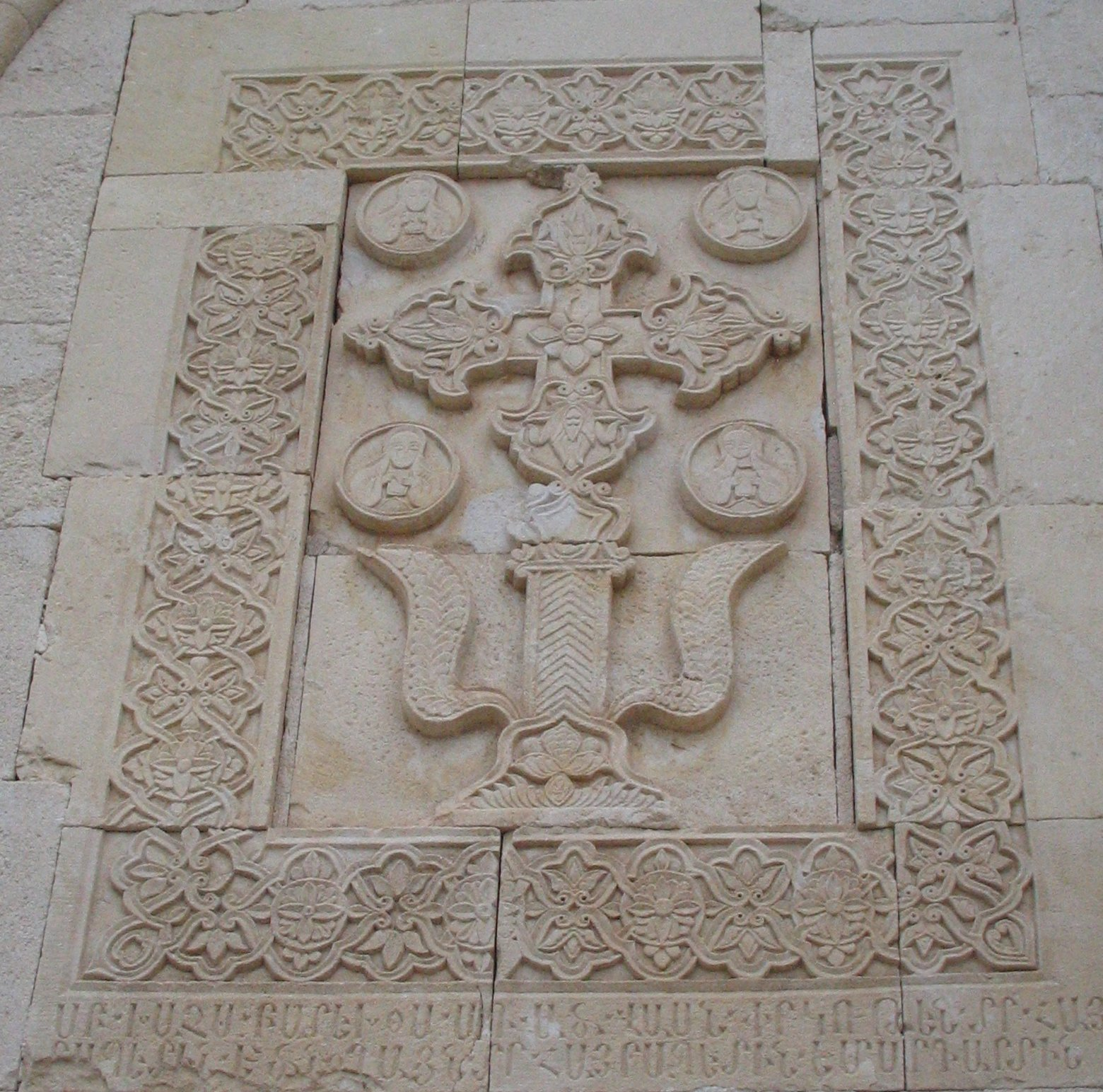
Détail de la façade.
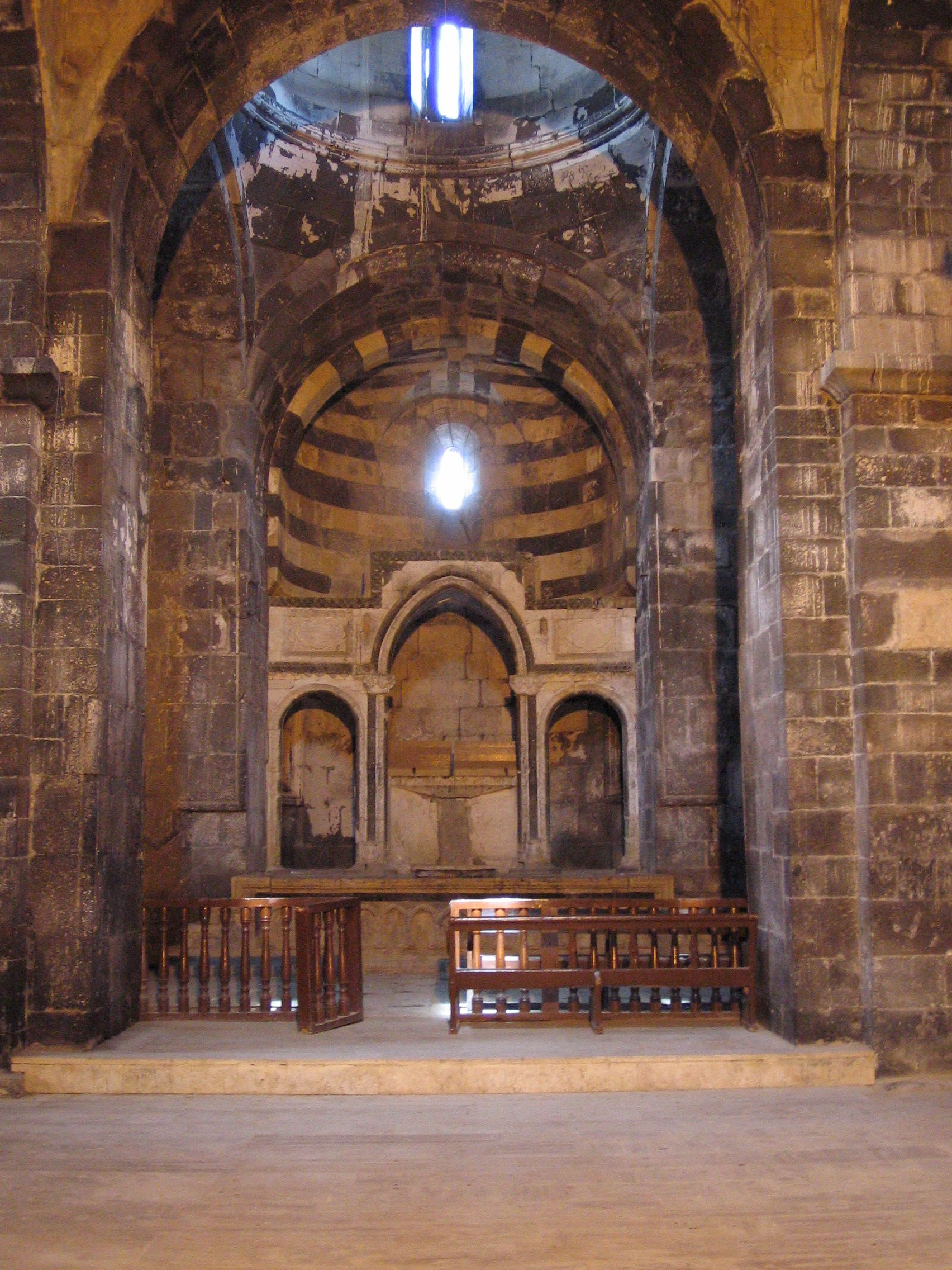
Vue de l'autel de l'église.
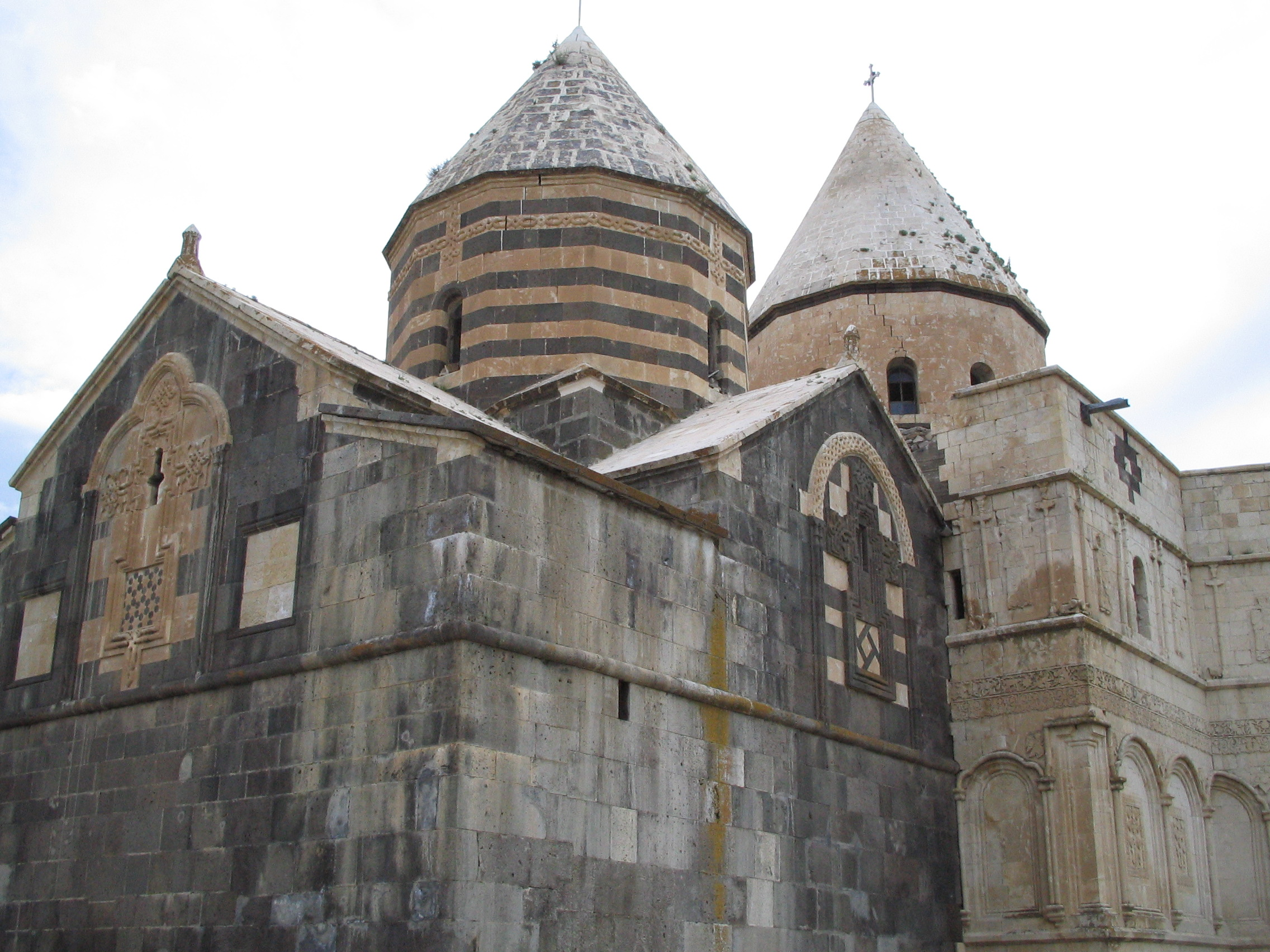
La partie ancienne est faite de pierre noire ayant donné son nom au monastère. La partie la plus récente est elle en pierre blanche.